# Grässpröding
Grässpröding (Psathyrella panaeoloides) är en svampart som först beskrevs av René Charles Maire, och fick sitt nu gällande namn av Arnolds 1982. Grässpröding ingår i släktet Psathyrella och familjen Psathyrellaceae.  Arten är reproducerande i Sverige. Inga underarter finns listade i Catalogue of Life.